# Йохан Фридрих Вилхелм фон Лайнинген-Вестербург
Йохан Фридрих Вилхелм фон Лайнинген-Вестербург (на немски: Johann Friedrich Wilhelm zu Leiningen-Westerburg; * 3 март 1681; † 8 юли 1718) е граф на Лайнинген-Вестербург и господар на Геюнден, Венгерот, Ниренхаузен, Монхайм, Вахенхайм, Грюнщат и Лаутерсхайм.

## Произход
Той е единственият син на граф Фридрих Вилхелм фон Лайнинген-Вестербург (1648 – 1688) и съпругата му графиня София Терезия фон Ронов-Биберщайн (1660 – 1694), дъщеря на граф Йохан Албрехт (IV) Ховора фон Ронов-Биберщайн (1625 – 1707) и Елизабет фрайин фон Биберщайн (1623 – 1683). Майка му се омъжва втори път на 7 декември 1689 г. за граф Фридрих Мориц фон Бентхайм-Текленбург (1653 – 1710). Внук е на граф Георг Вилхелм фон Лайнинген-Вестербург (1619 –1695) и графиня София Елизабет фон Липе-Детмолд (1626 – 1688).
Йохан Фридрих Вилхелм умира на 8 юли 1718 г. на 37 години.

## Фамилия
Йохан Фридрих Вилхелм има връзка с графиня Йохана Мария Бернхардина фон Липе (* 11 януари 1678, Реда; † 20 или 23 януари 1747, Хоенлимбург), дъщеря на граф Вилхелм фон Липе-Браке (1634 – 1690) и Лудовика (Лудвика) Маргарета фон Бентхайм-Текленбург (1648 – 1722). Тя е внучка на граф Ото фон Липе-Браке. Дамата не се женят.
Йохан Фридрих Вилхелм се жени през 1704 г. за първата си братовчедка графиня Вилхелмина Фридерика Йохана Луиза фон Лайнинген-Вестербург (* 1/12 март 1688; † 3 февруари 1720/1722, Грюнщат, Бад Дюркхайм), дъщеря на граф Хайнрих Кристиан Фридрих Ернст фон Лайнинген-Вестербург (1665 – 1702) и графиня Албертина Елизабет фон Сайн-Витгенщайн-Сайн (1661 – 1716). Техните деца умират малки:
- Амалия Фридерика (* 22 август 1707; † 10 юли 1708)
- Йохан Карл Кристиан Фридрих (* 15 май 1709; † 10 септември 1709)
- Лудвиг Фридрих (1713; † 30 юни 1721)
- Карл Франц Фридрих Август (* 15 август 1717; † 18 ноември 1717)
- Йохана Вилхелмина Фридерика
- Албертина Поликсена Фридерика
- Елизабет Поликсена Вилхелмина Фридерика